# Pozo de nieve (Alpera)
El pozo de nieve de Alpera se encuentra en las inmediaciones del casco urbano de Alpera (provincia de Albacete, España), correspondiente con un elemento muy representativo de la arqueología industrial de Castilla-La Mancha que por su factura, volumen y estado representa una de las mayores y mejor conservadas estructuras de almacenaje de este tipo de recurso de patrimonio industrial de la península ibérica.

## Descripción
Se asimila a la actividad industrial de la producción, almacenamiento y venta de hielo, relacionada a su vez con las vías de comunicación de distribución de los alimentos desde el Levante con el interior peninsular en las Edades Moderna y Contemporánea.
Su origen, atendiendo a su factura constructiva y documentación textual, se puede situar hacia algún momento del siglo XVIII, sin descartar la existencia en las cercanías de manifestaciones previas de menor entidad desde el siglo XVI.
Se conserva de manera completa su estructura hasta nuestros días, con una cúpula de mampostería caliza con mortero realizada por aproximación sobre una base poligonal, completada de manera inferior con un cilindro subterráneo para almacén del hielo producido en las eras exteriores. Enmarcando los vanos, arcos de ladrillo de doble hilera en la rosca.
Asociadas al exterior se encuentran semiarruinadas diversas estructuras y canales hidráulicos, relacionados con la explotación industrial, preparación y almacenaje, así como vivienda de los trabajadores.